# Super Mario Bros. Deluxe
Super Mario Bros. Deluxe – remake gry Super Mario Bros. na konsolę Game Boy Color.

## Fabuła
Pewnego dnia Księżniczka Peach zostaje porwana przez złowrogiego Bowsera. Mario i Luigi wyruszają jej na pomoc, ale podróż nie jest łatwa, ponieważ Bowser wysłał na braci Mario swoją armię.

## Zmiany w stosunku do oryginalnej wersji
- Ze względu na mniejszą rozdzielczość ekranu Game Boy Color w stosunku do NES, gra posiada przewijanie w pionie i w lewo (w zakresie oryginalnego ekranu)
- Gra posiada nowe tryby:
  - Challenge, gdzie gracz musi zdobyć wyznaczoną liczbę punktów, oraz 5 czerwonych monet i jajo Yoshiego w każdym z etapów.
  - VS Game, dwaj gracze ścigają się. Gracz, który pierwszy dobiegnie do końca etapu zdobywa punkt.
  - You VS Boo, gdzie gracz ma za zadanie dotrzeć do końca etapu przed duchem Boo. Zadanie nie jest takie proste, ponieważ drogę zagradzają bloki, którym gracz lub Boo mogą zmienić materialność.
  - Super Mario Bros. For Super Players – kopia gry Super Mario Bros.: The Lost Levels. W tym trybie używana jest jednak fizyka z Super Mario Bros., przez co rozgrywka jest jeszcze trudniejsza.
- Gra posiada także kilka nowych opcji: Rekordy, w których są zapisane najlepsze wyniki, Album, w którym pojawiają się obrazki w zamian za wykonanie określonych zadań i Toy Box, w którym mamy dostęp do różnych gadżetów (np. kalendarz, kolorowanki, przepowiadanie szczęścia itp.).